# Hartman (Arkansas)
Hartman – miasto w Stanach Zjednoczonych, w stanie Arkansas, w hrabstwie Johnson.